# 創生之柱

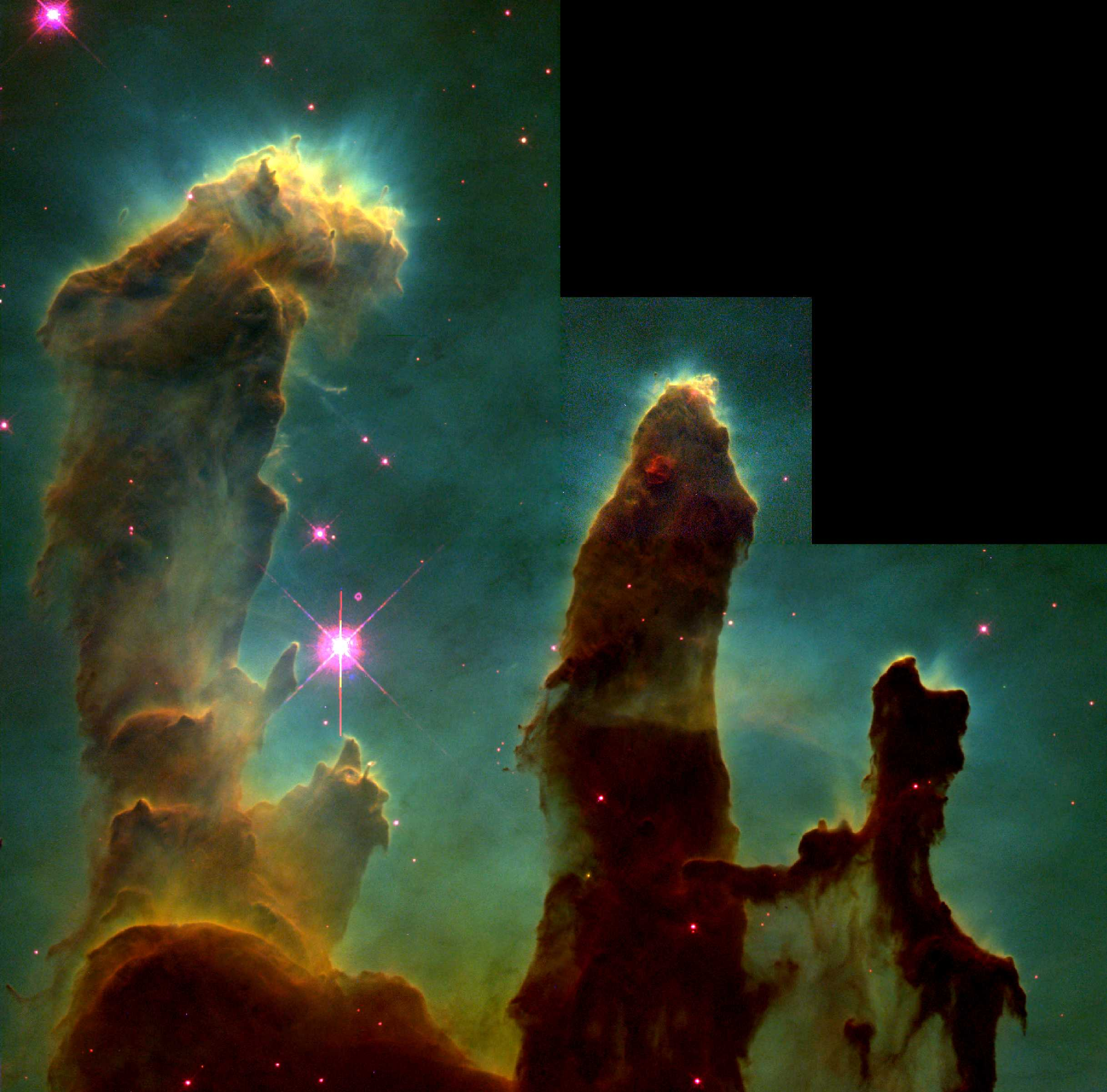
哈伯太空望遠鏡於1995年拍攝，位於鷹星雲中的"創生之柱"。

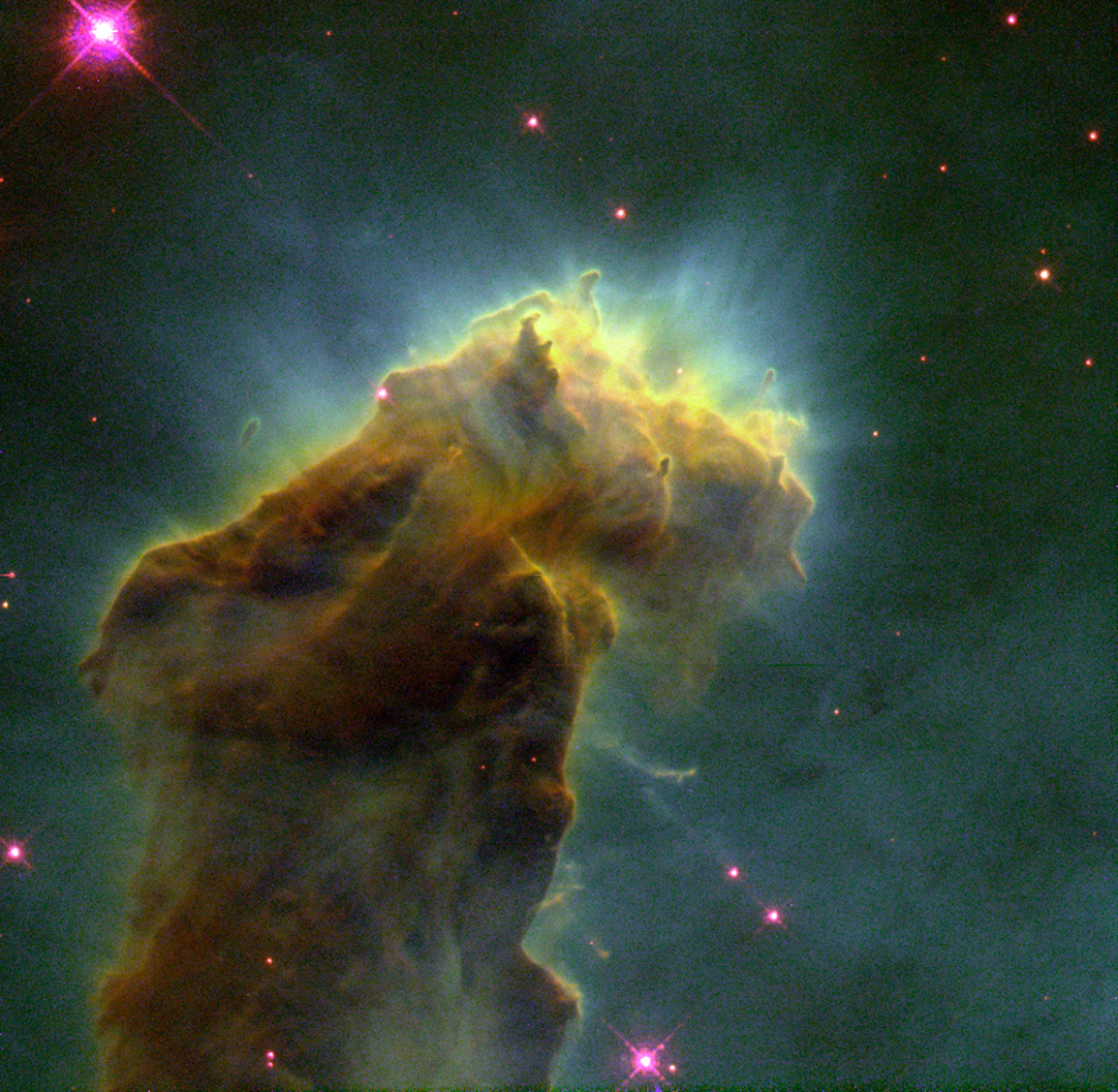
一根柱子的特寫(近攝)影像。

創生之柱是由哈伯太空望遠鏡及韋柏太空望遠鏡拍攝，位於巨蛇座的鷹星雲內由星際氣體和塵埃構成的四個象鼻管結構，距離地球6,500—7,000光年（2,000—2,100秒差距；61—66）。它們之所以如此命名，是因為氣體和塵埃正在創造新的恆星，同時也被最近在附近形成的恆星發出的光侵蝕。拍攝於1995年4月1日的這幅影像，被Space.com評為哈伯望遠鏡最著名的十大照片之一。負責處理這張照片的天文學家是來自亞利桑那州立大學的Jeff Hester和Paul Scowen。ESA的赫歇爾太空望遠鏡在2011年也拍攝了這個區域，哈伯太空望遠鏡在更新相機後，於2014年也再次拍攝。
1999年发射的錢德拉X射線天文臺（AXAF）於2001年觀測了該地區；它雖然沒有在柱中發現許多X射線源，但從該地區的年輕恆星中觀察到各種能級的X射線源。
該圖像以其對全球文化影響而聞名，國家地理在其20周年紀念日指出，該圖像已經出現在從"T恤到咖啡杯"的所有東西上。

## 名稱
創生之柱是基於查爾斯·司布真1857年的佈道文「基督的恩賜」：Pillars of Creation。
藉由把哈伯望遠鏡的鷹星雲新壯觀圖片稱為「創生之柱」，美國國家航空暨太空總署的科學家們將具有數百年意義的豐富象徵傳統，帶入現代。儘管我們將柱子與希臘和羅馬的古典寺廟聯繫在一起，但承載整個世界及其中所有事物的創生之柱，在基督教傳統中引起了很大的反響，是支撐世界的基礎。威廉·詹寧斯·布萊恩（William Jennings Bryan）於1906年出版《世界著名演說》（The World's Famous Orations）時，他收錄了倫敦牧師查爾斯·哈登·司布真（Charles Haddon Spurgeon）1857年的一篇題為「基督的恩賜」的布道文。在佈道文中，司布真用這句話不僅傳達了物質世界，還傳達了從神靈那裡發出的將這一切保持在一起的力量。司布真在談到基督的誕生時說：「現在試想，你們這些天使，無限者已經變成了嬰兒。他肩上掛著宇宙，掛在他母親的胸前；創造萬物，擔負起創生之柱的他，如今已軟弱到必須由一個女人來背負 ！」

## 組成

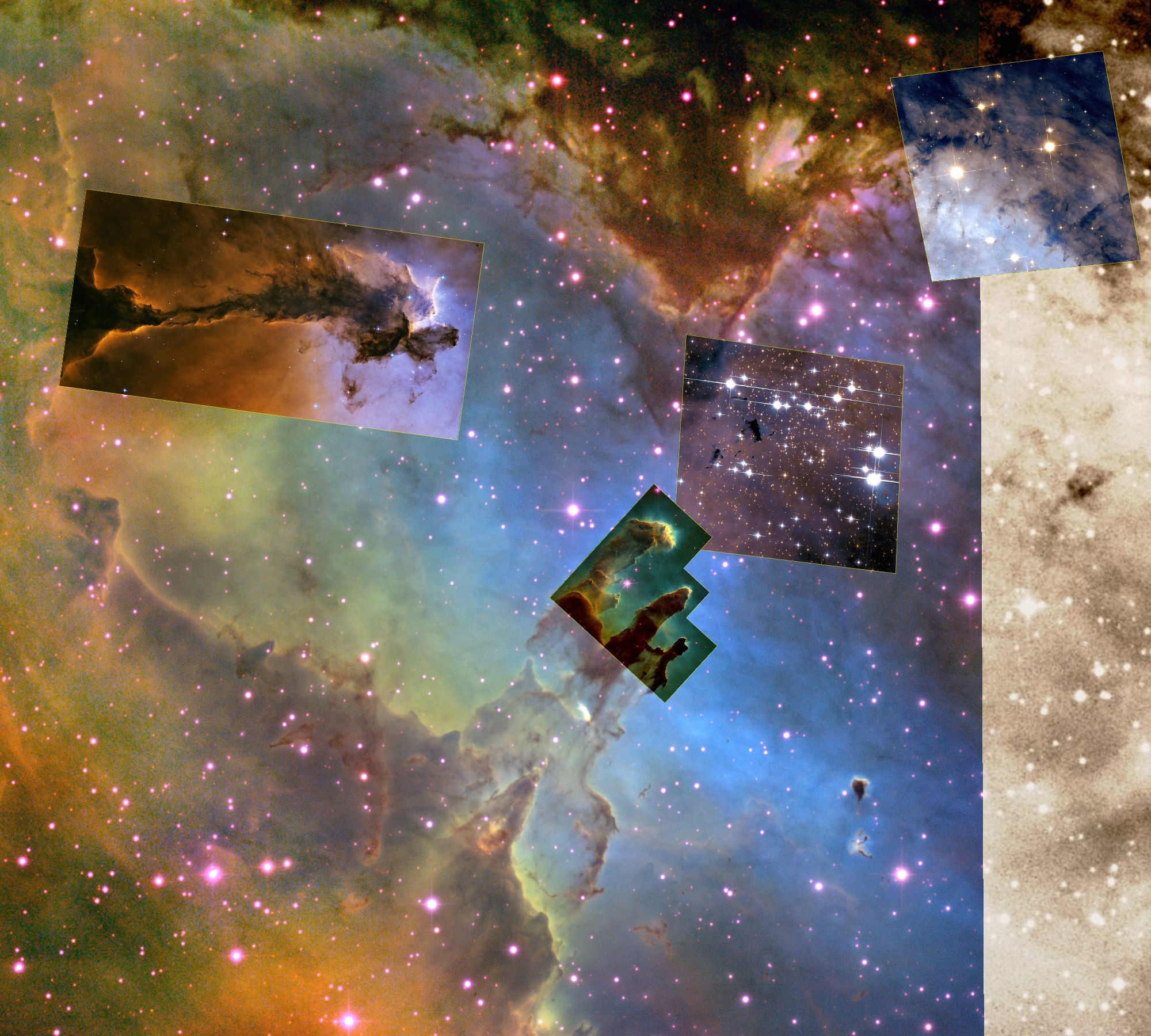
鷹星雲內的創造之柱（照片中心，原始的HST影像覆蓋著）。

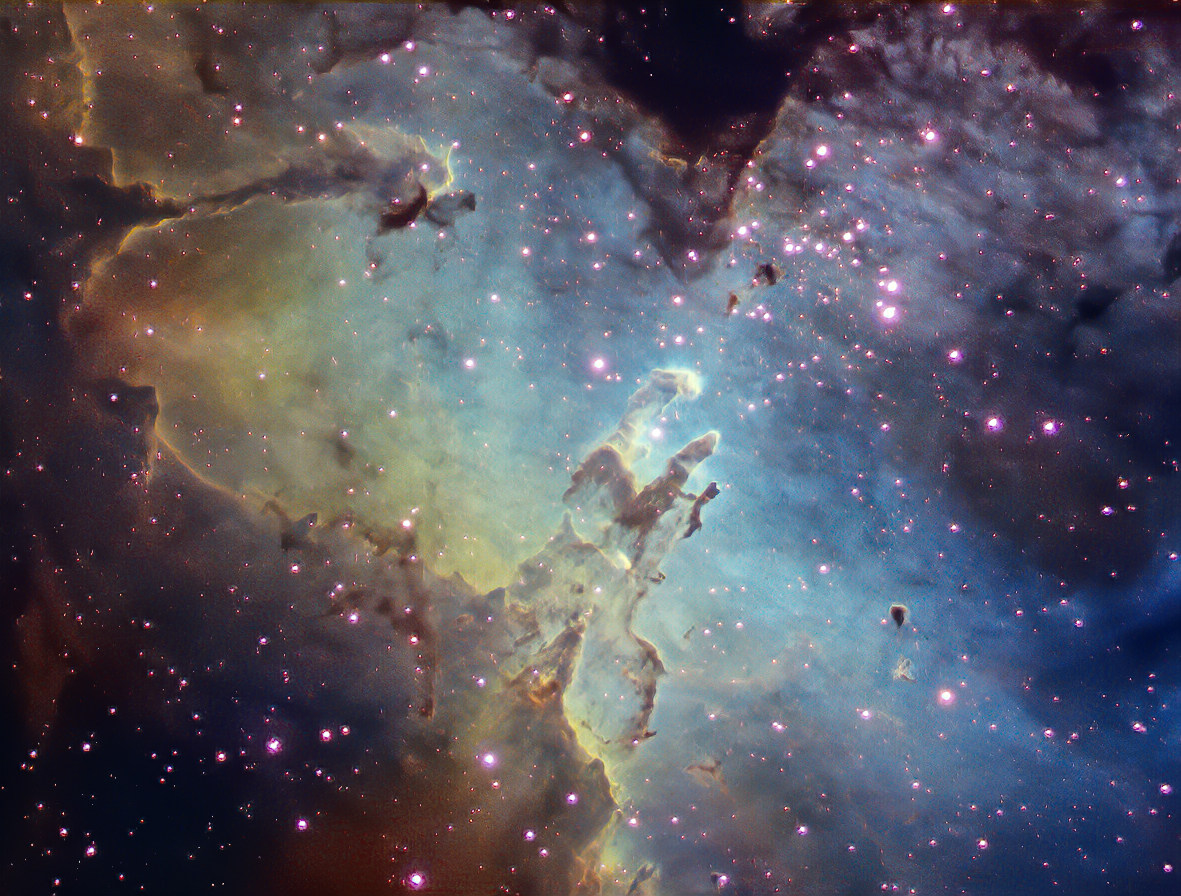
用地基業餘望遠鏡捕獲的創造之柱。

這些柱子是由冷的氫分子和塵埃組成，這些塵埃正被相對接近和熱恆星的紫外線的光致蒸發侵蝕。最左邊的柱子長約四光年。雲層頂部的手指狀突起比太陽系大，並且通過蒸發氣體球（EGGs）的陰影可見，這些陰影保護它們後面的氣體免受強烈的紫外線通量照射。EGGs本身就是新恆星的孵化器。然後恆星從EGGs中出現，而EGGs隨後被蒸發。

## 理論化的破壞
從史匹哲太空望遠鏡拍攝的影像發現，在創生之柱附近有一團熱塵埃，尼古拉斯·弗拉吉（Nicolas Flagey）認為這是一顆超新星產生的衝擊波。雲的出現表明超新星衝擊波在6,000年前就已經摧毀了創生之柱。考慮到創生之柱距離地球大約7,000光年，這意味著它們實際上已經被摧毀，但由於光以有限速度傳播，這種破壞應該在大約1,000年後才能從地球上看到。但是，一位不曾參與史匹哲觀測的天文學家對熱塵埃的這種解釋提出了質疑，他認為超新星應該產生比觀測到更强的無線電和 X射線輻射，大質量恒星的風可能反而加熱了塵埃。如果是這樣的話，創生之柱將經歷更為漸進的侵蝕。

## 照片

### 原始的哈伯太空望遠鏡照片
哈伯的柱子照片來自第二代廣域和行星照相機（WFPC2），由4個CCD的32幅不同的影像合成。這張照片是用雲中不同元素發出的光來合成：綠色表示氫，紅色表示單電離的硫，藍色表示雙電離氧原子。
圖片右上角「樓梯形」的缺失部分，源於右上角的相機視野較小 (倍率較高)，以讓天文學家能看見更清楚的細節；當它的圖像被縮小以匹配其它三個相機時，該象限的其餘部分自然是一片漆黑。此現象也存在於 WFPC2 的其它影像上，並且可能存在於任何角落，具體取決於圖像如何轉向以進行發佈。
第二代廣域和行星照相機後來被第三代廣域照相機所取代，前者被帶回地球在博物館展出。此次代換是太空梭STS-125執行哈伯太空望遠鏡第4次維修任務時完成的。

### 赫歇爾的照片
2010年，赫雪爾太空望遠鏡以遠紅外光拍攝了創生之柱的新圖像，使天文學家能夠觀察該地區的柱子和內部結構，並對鷹星雲內部創造和毀滅的機制有了更為全面的瞭解。

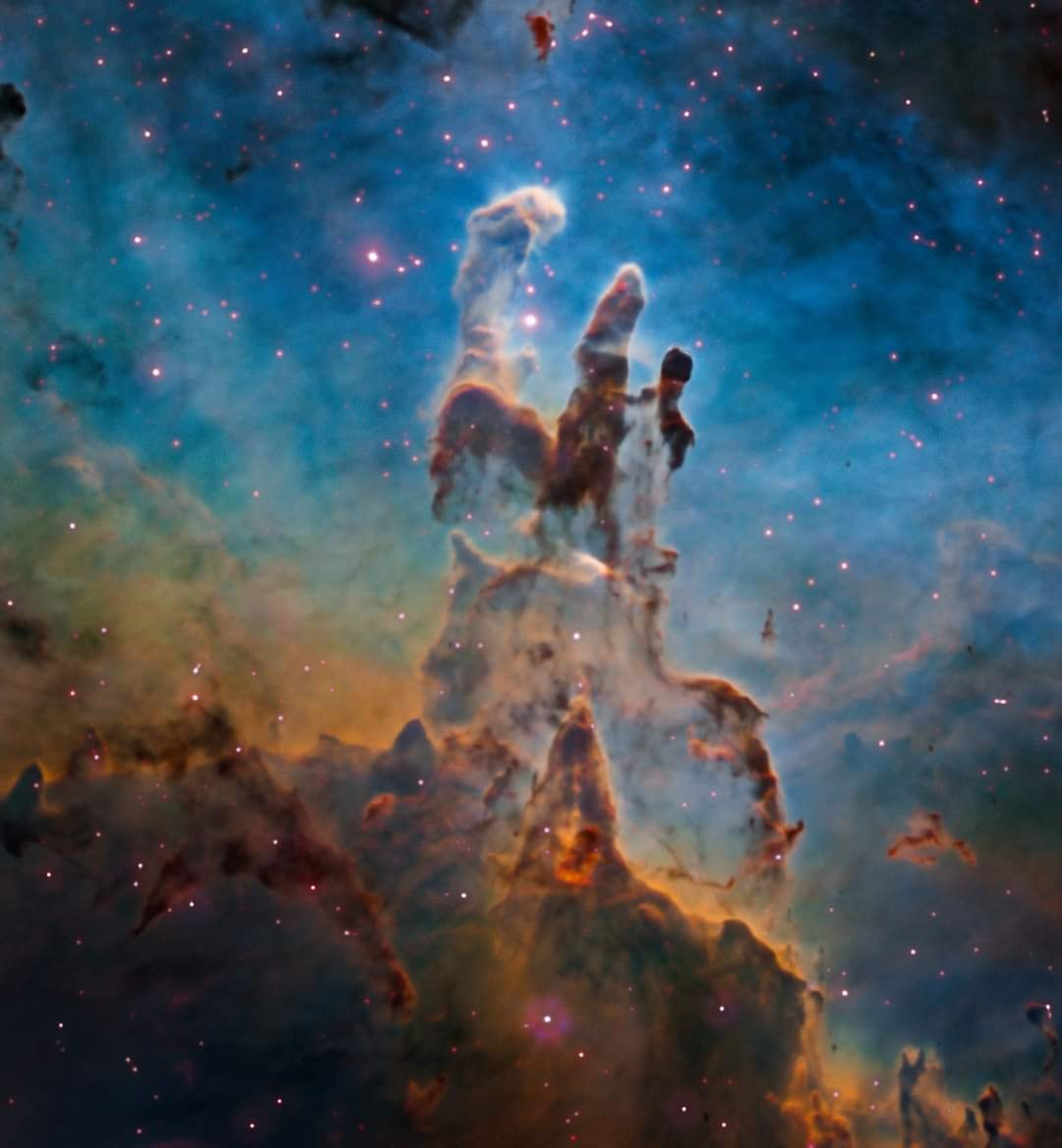

### 哈伯重訪
為了慶祝哈伯太空望遠鏡發射25週年，天文學家們組合了一張更大，更高解析度的創生之柱照片。該照片於2015年1月在西雅圖舉行的美國天文學會會議上亮相。這張照片是由哈伯望遠鏡的第三代廣域照相機拍攝的，該相機於2009年安裝，可以拍攝可見光和紅外線的圖像。重新拍攝的影像有更寬的視野，可顯示柱子底部更多的模糊部分。
2022年10月，詹姆斯·韦伯空间望远镜利用航天器上的NIRCam（近紅外光攝影機）拍摄了创世之柱的新图像。该图像非常详细地捕捉到了仍在发育中的年轻恒星形成时的喷射物，正如柱子边缘附近的红色斑点所看到的那样 。
|  |  | The Pillars of Creation are set off in a kaleidoscope of color in NASA’s James Webb Space Telescope’s near-infrared-light view. The pillars look like arches and spires rising out of a desert landscape, but are filled with semi-transparent gas and dust, and ever changing. This is a region where young stars are forming – or have barely burst from their dusty cocoons as they continue to form. |

## 外部連結
- NASA on making the infrared imaging （页面存档备份，存于）